# Wereldkampioenschappen veldrijden 2019
De wereldkampioenschappen veldrijden 2019 werden gehouden op 2 en 3 februari in Bogense, Denemarken. Het was de tweede keer dat deze wereldkampioenschappen in Denemarken plaatsvonden, de eerste keer was in Middelfart in 1998.
Bij de mannen behaalde topfavoriet Mathieu van der Poel zijn tweede wereldtitel, bij de vrouwen werd Sanne Cant voor de derde opeenvolgende keer wereldkampioen.

## Uitslagen

### Mannen, elite
| Plaats        | Renner                 | Land      | Tijd     |
| ------------- | ---------------------- | --------- | -------- |
| Regenboogtrui | Mathieu van der Poel   | Nederland | 1u09'20" |
| Zilver        | Wout van Aert          | België    | + 16"    |
| Brons         | Toon Aerts             | België    | + 25"    |
| 4.            | Michael Vanthourenhout | België    | + 50"    |
| 5.            | Laurens Sweeck         | België    | + 1'01"  |
| 6.            | Lars van der Haar      | Nederland | + 1'10"  |
| 7.            | Quinten Hermans        | België    | + 1'24"  |
| 8.            | Marcel Meisen          | Duitsland | + 1'29"  |
| 9.            | Jens Adams             | België    | + 1'31"  |
| 10.           | Gianni Vermeersch      | België    | + 1'33"  |

### Mannen, beloften
| Plaats        | Renner           | Land                | Tijd    |
| ------------- | ---------------- | ------------------- | ------- |
| Regenboogtrui | Tom Pidcock      | Verenigd Koninkrijk | 47'42"  |
| Zilver        | Eli Iserbyt      | België              | + 15"   |
| Brons         | Antoine Benoist  | Frankrijk           | + 23"   |
| 4.            | Tomáš Kopecký    | Tsjechië            | + 31"   |
| 5.            | Jakob Dorigoni   | Italië              | + 35"   |
| 6.            | Ben Turner       | Verenigd Koninkrijk | + 38"   |
| 7.            | Ryan Kamp        | Nederland           | + 46"   |
| 8.            | Loris Rouillier  | Zwitserland         | + 56"   |
| 9.            | Thomas Mein      | Verenigd Koninkrijk | + 1'07" |
| 10.           | Niels Vandeputte | België              | + 1'22" |

### Jongens, junioren
| Plaats        | Renner          | Land                | Tijd    |
| ------------- | --------------- | ------------------- | ------- |
| Regenboogtrui | Ben Tulett      | Verenigd Koninkrijk | 42'29"  |
| Zilver        | Witse Meeussen  | België              | + 20"   |
| Brons         | Ryan Cortjens   | België              | + 27"   |
| 4.            | Thibau Nys      | België              | + 42"   |
| 5.            | Pim Ronhaar     | Nederland           | + 46"   |
| 6.            | Tom Lindner     | Duitsland           | + 47"   |
| 7.            | Carlos Canal    | Spanje              | + 48"   |
| 8.            | Lennert Belmans | België              | + 52"   |
| 9.            | Jakub Ťoupalík  | Tsjechië            | + 56"   |
| 10.           | Théo Thomas     | Frankrijk           | + 1'02" |

### Vrouwen, elite
| Plaats        | Renster         | Land                | Tijd    |
| ------------- | --------------- | ------------------- | ------- |
| Regenboogtrui | Sanne Cant      | België              | 47'53   |
| Zilver        | Lucinda Brand   | Nederland           | + 9"    |
| Brons         | Marianne Vos    | Nederland           | + 15"   |
| 4.            | Denise Betsema  | Nederland           | + 25"   |
| 5.            | Annemarie Worst | Nederland           | + 34"   |
| 6.            | Jolanda Neff    | Zwitserland         | + 1'16" |
| 7.            | Kaitlin Keough  | Verenigde Staten    | + 1'21" |
| 8.            | Nikki Brammeier | Verenigd Koninkrijk | + 1'37" |
| 9.            | Sophie de Boer  | Nederland           | + 1'59" |
| 10.           | Ellen Van Loy   | België              | + 2'05" |

### Vrouwen, beloften
| Plaats        | Renster                    | Land                | Tijd   |
| ------------- | -------------------------- | ------------------- | ------ |
| Regenboogtrui | Inge van der Heijden       | Nederland           | 42'09" |
| Zilver        | Fleur Nagengast            | Nederland           | + 3"   |
| Brons         | Ceylin del Carmen Alvarado | Nederland           | + 8"   |
| 4.            | Silvia Persico             | Italië              | + 9"   |
| 5.            | Anna Kay                   | Verenigd Koninkrijk | + 9"   |
| 6.            | Puck Pieterse              | Nederland           | + 9"   |
| 7.            | Katie Clouse               | Verenigde Staten    | + 17"  |
| 8.            | Nicole Koller              | Zwitserland         | + 17"  |
| 9.            | Marion Norbert-Riberolle   | Frankrijk           | + 21"  |
| 10.           | Clara Honsinger            | Verenigde Staten    | + 22"  |

## Medaillespiegel
| Plaats | Land                | Goud | Zilver | Brons | Totaal |
| 1      | Nederland           | 2    | 2      | 2     | 6      |
| 2      | Verenigd Koninkrijk | 2    | 0      | 0     | 2      |
| 3      | België              | 1    | 3      | 2     | 6      |
| 4      | Frankrijk           | 0    | 0      | 1     | 1      |
| Totaal | Totaal              | 5    | 5      | 5     | 15     |

## Prijzengeld
In onderstaande tabel vindt u de verdeling van het prijzengeld per categorie:
| Pos.   | Mannen/vrouwen | Mannen/vrouwen | Mannen   | Mannen |
| Pos.   | Elite          | Beloften       | Junioren |        |
| ------ | -------------- | -------------- | -------- | ------ |
| 1.     | € 5.000        | € 2.500        | € 1.250  |        |
| 2.     | € 3.000        | € 1.500        | € 750    |        |
| 3.     | € 2.000        | € 1.000        | € 500    |        |
| Totaal | € 10.000       | € 5.000        | € 2.500  |        |

## Organisatie
Het evenement trok 10.100 unieke bezoekers en 15.000 bezoeken over 2 dagen.

### Tv-uitzending en media
Het WK werd uitgezonden in 76 landen.
1950 · 
1951 · 
1952 · 
1953 · 
1954 · 
1955 · 
1956 · 
1957 · 
1958 · 
1959 · 
1960 · 
1961 · 
1962 · 
1963 · 
1964 · 
1965 · 
1966 · 
1967 · 
1968 · 
1969 · 
1970 · 
1971 · 
1972 · 
1973 · 
1974 · 
1975 · 
1976 · 
1977 · 
1978 · 
1979 · 
1980 · 
1981 · 
1982 · 
1983 · 
1984 · 
1985 · 
1986 · 
1987 · 
1988 · 
1989 · 
1990 · 
1991 · 
1992 · 
1993 · 
1994 · 
1995 · 
1996 · 
1997 · 
1998 · 
1999 · 
2000 · 
2001 · 
2002 · 
2003 · 
2004 · 
2005 · 
2006 · 
2007 · 
2008 · 
2009 · 
2010 · 
2011 · 
2012 · 
2013 · 
2014 · 
2015 · 
2016 · 
2017 · 
2018 · 
2019 ·
2020 ·
2021 ·
2022 ·
2023 ·
2024 ·
2025

Categorieën

Mannen elite · 
vrouwen elite · 
mannen beloften · 
vrouwen beloften · 
jongens junioren · 
meisjes junioren · 
gemengde estafette

Voormalig:
mannen amateurs
Kampioenschappen:  Wereldkampioenschappen ·
 Europese kampioenschappen ·
 Belgische kampioenschappen ·
 Nederlandse kampioenschappen
Klassementen:  Wereldbeker ·
 Superprestige ·
 DVV Verzekeringen/IJsboerke Trofee ·
 EKZ CrossTour ·
 TOI TOI Cup ·
 Coupe de France ·
 New England Series ·
 Copa de España
Overig:  Brico Cross ·
 Soudal Classics
Geen UCI-cat.:  Giro d'Italia Ciclocross